# Le Jardinier qui voulait être roi
Pour plus de détails, voir Fiche technique et Distribution.
Le Jardinier qui voulait être roi (Fimfárum do tretice vseho dobrého 3D) est un film tchèque de Kristina Dufková, Vlasta Pospísilová et David Sukup, sorti en 2011.

## Fiche technique
- Titre original : Fimfárum do tretice vseho dobrého 3D
- Titre français : Le Jardinier qui voulait être roi
- Réalisation : Kristina Dufková, Vlasta Pospísilová et David Sukup
- Scénario : Jirí Kubícek et Martin Vandas d'après le livre de Jan Werich
- Musique : Karel Holas et Vladimír Merta
- Production : Martin Vandas
- Pays d'origine : République tchèque
- Format : Couleurs - 1,85:1
- Genre : animation
- Durée : 75 minutes
- Date de sortie :
  -  République tchèque : 10 février 2011
  -  France : 15 février 2012

## Distribution
- Jan Werich (voix)
- Ota Jirák (voix)
- Miroslav Krobot (voix)
- Jirí Machácek (voix)